# Parapsammophila bakeri
Parapsammophila bakeri là một loài côn trùng cánh màng trong họ Sphecidae, thuộc chi Parapsammophila. Loài này được Rohwer miêu tả khoa học đầu tiên năm 1922.